# WSB TV Tower

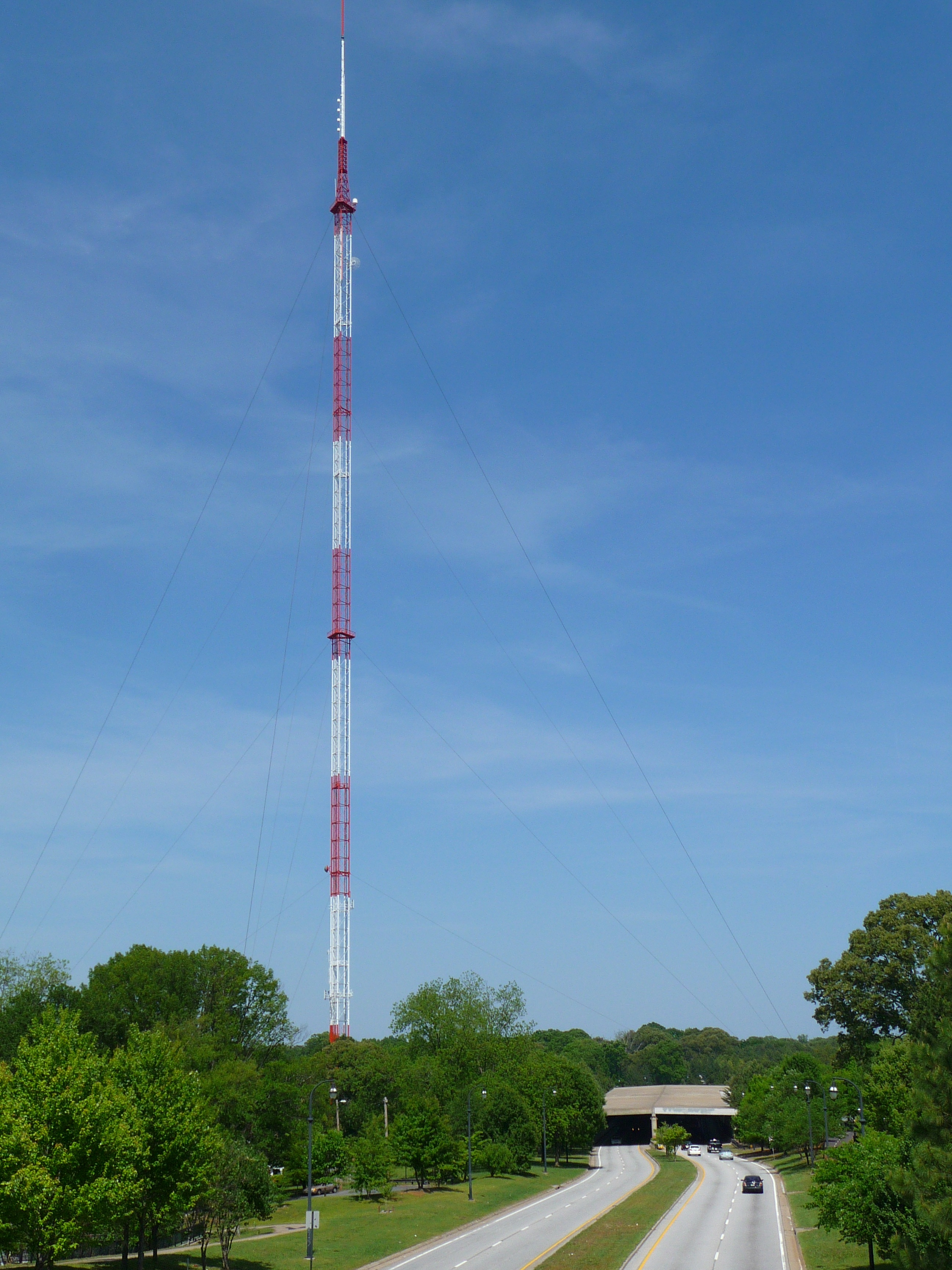

A WSB-TV tower é uma torre de 327.6 metros localizada em Atlanta, Georgia.
A torre foi inaugurada em 1957 e naquele ano era a maior torre de telecomunicações dos Estados Unidos.